# Perditorulus venezolensis
Perditorulus venezolensis är en stekelart som beskrevs av Christer Hansson 2004. Perditorulus venezolensis ingår i släktet Perditorulus och familjen finglanssteklar.
Artens utbredningsområde är Venezuela. Inga underarter finns listade i Catalogue of Life.